# Michiel van Hulten
Michiel van Hulten (n. 18 februarie 1969, Lelystad, Flevoland, Țările de Jos) este un om politic neerlandez, membru al Parlamentului European în perioada 1999-2003 din partea Țărilor de Jos.
1. ↑  Deputații în Parlamentul European